# Endre Ady
Endre Ady  (22 de novembre del 1877 - 27 de gener del 1919) fou un destacat poeta hongarès que conreà l'estil simbolista.

## Biografia
L'Ady nasqué a Érdmindszent, Szilágy (part de l'antic Imperi Austrohongarès en tal moment; ara com ara una població relativa a Satu Mare, Romania). En hongarès el seu nom es pronuncia Adyfalva, pronunciació que discerneix fortament quant a la romanesa (Ady Endre). Fou criat en el si d'una benestant família protestant de provinença noble. L'Endre va ésser el segon de tres fills, malgrat la més gran dels tres germans, una noia anomenada Ilona, havia finat a una precoç edat.
Entre el 1892 i l'any 1896, rebé instrucció en una escola protestant de Zilah (actualment Zalău, Romania). Del 1957 ençà, a l'entrada del recinte hom observa una estàtua erigida en honor del poeta. Al diari "Szilágy" editat a Zalău, Ady Endre tingué l'ocasió de publicar el seu primer poema, el dia 22 de març de l'any 1896.
Posteriorment estudià dret a Debrecen. Havent finalitzat sos estudis, reeixí com a periodista, i el 1899 li fou avinent de publicar el seu primer recull poètic, que titulà Versek (Poemes). Aviat avorrí Debrecen (el poble al qual amb posterioritat conferiria la simbologia de l'endarreriment en son treball líric), i en conseqüència decidí de traslladar-se a Nagyvarád (avui Oradea, Romania), una ciutat amb ufà patrimoni cultural.
Ocupat en el món periodístic i establint, ensems, abundants relacions amb els intel·lectuals de l'entorn, els horitzons del poeta s'eixamplaren certament. El 1903 publicà de bell nou selecció de poesies; tal fet, però, no li implicà el reconeixement anhelat. Un tombant inesperat se succeí l'agost d'aquell mateix any, quan Endre conegué a Adél Brüll (Mrs. Diósi), una rica dona casada qui posseïa residència a París, però que sortosament restava de visita a Nagyvarád, el seu poble natal. La Léda (nom amb què la designava en els seus poemes) reeixí sa Musa; son amor devers ella i el viatge a París que dugué a terme amb ànim de seguir-la, l'ajudaren inefablement en el desenrotllament del seu talent. Va visitar París en set ocasions al llarg del període comprès entre el 1904 i el 1911. Quan retornà del primer viatge (que es perllongà més d'un any), començà a treballar pel diari Budapesti Napló (El diari de Budapest) on publicaria més de 500 articles i distints poemes.
Reeixint interessat en l'àmbit polític, es feu membre del grup Huszadik Század (Segle Vint), de pretensions i pensaments força radicals. L'any 1906 va publicar el seu tercer llibre de poesies, Új versek (Noves Poesies) – el qual constitueix una rellevant fita de llur literatura, puix que enceta el període modern de la poesia hongaresa –, més fou son quart recull, Vér és arany (Sang i or) mercès el que obtingué el reconeixement definitiu, tant pel que al·ludeix als lectors com pel que es refereix a la crítica.
El 1906 l'Ady decidí d'abandonar el país. Eixí cap a París novament. L'any 1907, en conseqüència, hagué de claudicar de son treball al Budapesti Napló.
El 1908, l'edició primerenca de la revista Nyugat (Occident) va incloure una poesia i un assaig elaborats per l'Endre. Treballà per esmentada corporació fins a la seva mort; d'ençà l'any 1912 en fou editor. Altrament, el 1908 prengué part en la constitució d'un cercle literari a Nagyvarád, batejat amb el nom de A Holnap (El Demà). Tal cercle publicà gentilment una antologia confengida a base de poemes seus i d'altres autors, cas de Mihály Babits, Gyula Juhász i Béla Balász. Els escrits continguts en la tria apuntada foren objecte de desaprovació general. Cert cúmul de gent criticà durament el llibre en ocasió del seu contingut eròtic; a més a més, l'Ady també reeixí motiu de copioses maldiences arran del seu sentiment poc patriòtic plasmat en una de les seves obres, en la qual remarcà les diferències patents entre la vida cultural que ell pretenia, i la negativa realitat de l'enravenat món hongarès.
L'Ady desagradava amb profusió el fet que el seu nom fos relacionat amb el d'altres poetes, en relació als quals ell denotà un afany de continuació del "vial" que ell havia iniciat. Compongué una breu narració (The duk-duk affair), on satiritzava la figura de tots aquells que tractaven d'encetar llurs obres a l'ombra de la seva trajectòria.
El Nyugat és, indubtablement, la publicació periòdica de més rellevància en la història de la literatura hongaresa. Endre no n'instituïa únicament un editor, sinó que n'era, àdhuc, el referent primordial. D'ençà que el Nyugat trencà el vincle amb els polítics, Ady començà un procés de recerca, iniciant col·laboracions amb publicacions diverses. Opinà negativament quant a la política del context; no era partidari del nacionalisme dels partits capdavanters, no obstant també menystenia l'actitud antinacionalista mostrada pels socialistes liberals. L'Ady posseïa consciència completa relativament a les deficiències del seu país, considerablement endarrerit quant als estats industrials, malgrat també conèixer els problemes i defectes malauradament regents a l'Europa occidental.
A partir del 1909, s'hagué de sotmetre a nombrosos tractaments en sanatoris distints amb ànim de tractar la sífilis que començà a patir. Altrament, la situació política es complicà amb severitat; els obrers endegaren un seguit de protestes contra el govern del moment, fet que permeté Ady d'albirar i ensumar l'esclat d'una revolució propera. La seva vida personal restava, també, en un instants crítics: llur afer amb Léda esdevingué majorment perjudicial amb el pas de temps. Certament, hom podria atribuir tal sobtada crisi al canvi progressiu experimentat pel poeta, qui de manera gradual anava assolint coneixença. La relació conclogué irreversiblement l'abril de l'any 1912.
El 1914 encetà una relació amb la jove Berta Boncza, amb qui havia mantingut una relació epistolar d'ençà el 1911. succeït un any, el 1915, s'uniren en matrimoni sense el consentiment requerit per part dels pares de la noia. En sos poemes, L'Ady es refereix a la seva esposa mitjançant Csinszka.
Després d'ésser assassinat l'arxiduc Franz Ferdinand, l'Ady denotà la proximitat de la guerra. els coneguts del poeta mostraven una actitud d'entusiasme aparent vers la possibilitat d'una guerra, succés que renegà considerablement les seves pors i preocupacions sobre el futur. El 1918 publicà el seu darrer recull de poesies, A halottak élén (A la sina dels morts). Sofria la gravetat de sa malaltia terminal quan va redactar el seu últim poema, Udvözlet a győzőnek (Benvinguda als guanyadors). La sífilis havia degenerat problemàticament sa artèria aorta, fins al punt que podia finar en qualsevol instant per culpa d'una hemorràgia de vasta magnitud. Fou elegit president de l'Acadèmia Vörösmarty, una iniciativa creada a càrrec d'escriptors moderns, malgrat li fou impossible de pronunciar el discurs en el jorn de la inauguració.
El 27 de gener dls 1919 va morir a Budapest

## Obres
- Versek (Poesies), Debrecen, 1899
- Még egyszer (Un altre cop), Nagyvárad, 1903.
- Új versek (Noves poesies), 1906.
- Vér és arany (Sang i or), 1907.
- Az Illés szekerén (Al carro de l'Elies), 1908.
- Szeretném, ha szeretnének (Voldria ésser volgut), 1909.
- A Minden-Titkok versei (Les poesies de tots els secrets), 1910.
- A menekülő Élet (La vida que fuig), 1912.
- Margita élni akar (La Margarida vol viure), 1912
- A Magunk szerelme (El Nostre amor), 1913.
- Ki látott engem? (Qui m'ha vist?), 1914.
- A halottak élén (Encapçalant els morts), 1918.
- Az utolsó hajók (Els darrers vaixells), 1923, publicat pòstumament